# Centerville (Texas)
Pour les articles homonymes, voir Centerville.
La ville américaine de Centerville est le siège du comté de Leon, dans l’État du Texas. Elle comptait 892 habitants lors du recensement de 2010.

## Source
- (en) Cet article est partiellement ou en totalité issu de l’article de Wikipédia en anglais intitulé « Centerville, Texas » (voir la liste des auteurs).